# 安原美穗
安原 美穗（やすはら よしほ、1919年1月2日 - 1997年3月20日）は、日本の検察官、法務官僚、検事総長、弁護士。

## 経歴
京都府出身。京都府第二中学校（現京都府立鳥羽高等学校）、第三高等学校 (旧制)を経て、京都帝国大学卒業。
1943年司法官試補。1947年検事となる。東京地方検察庁検事、オランダ大使館一等書記官などを経て、1973年法務省刑事局長、1977年法務事務次官、1979年東京高等検察庁検事長。1981年7月23日-1983年12月2日検事総長。
1984年弁護士を開業。のち財団法人国際研修協力機構理事長、財団法人矯正協会会長、株式会社住友銀行顧問弁護士を務めた。
著書『検察の窓から』（高文堂出版社、1985年）のほか、論文・記事を多数執筆している。